# Canadian Federation of Engineering Students
Die Canadian Federation of Engineering Students (abgekürzt CFES) ist die landesweite Vereinigung von technischen Studenten, welche gemeinsam über 51000 technische Studenten in Kanada repräsentieren. Die Vereinigung wurde einerseits gegründet, um technische Studenten über die Grenzen ihrer Universitäten hinaus zu verbinden, andererseits um das Erscheinungsbild der technischen Studenten in der Öffentlichkeit zu stärken. Die Vereinigungen der Mitglieder finden sich in ganz Kanada und sind auf die folgenden vier Regionen aufgeteilt: West, Ontario, Québec und Atlantic.
Ein wichtiges Anliegen von CFES besteht darin, technische Studenten akademisch, sozial und finanziell zu stärken. Dies wird vollendet durch die Möglichkeit, Ideen und Informationen zwischen den einzelnen Mitgliedervereinigungen auszutauschen. Erreicht wird das durch Projekte im Ingenieurbereich und durch das Herausstellen der Errungenschaften und Talente der Studenten.
Das jährliche Treffen der Vereinigung, der CFES Congress, bietet technischen Studenten aus ganz Kanada eine Möglichkeit, sich zu treffen, wichtige Themen zu diskutieren und über die zukünftige Richtung sowie Aktivitäten von CFES zu entscheiden. Der Congress wird jeden Januar von einer anderen Universität in einer anderen Stadt Kanadas organisiert.
CFES organisiert auch andere Aktivitäten, beispielsweise:
Canadian Engineering Competition – ein Beispiel dafür, welche herausragenden Leistungen Studenten schaffen können, spezialisiert auf technische Fähigkeiten und Softskills. Weitere Informationen (sowie Bilder und ein Video) gibt es auf der CEC-Website. Das Project Magazine, eine landesweite Zeitschrift von und für technische Studenten aus Kanada, die dreimal im Jahr erscheint. Weiterführende Ausbildung – z. B. akademische Sommerkurse, die technischen Studenten Einblicke und Wissen in Bereichen vermitteln, welche über das reguläre Studium hinausgehen und in denen man neue Leute kennenlernen kann.

## Partnerorganisationen
- Board of European Students of Technology (seit 2004)
- Bonding-Studenteninitiative (seit 2005)

## Weblink
- offizielle Webpräsenz (englisch)